# Bãi Đồi Mồi
Bãi Đồi Mồi là một rạn san hô vòng thuộc cụm Bình Nguyên của quần đảo Trường Sa. Rạn vòng này nằm cách bãi Cái Mép 28,1 hải lý (52 km) về phía tây nam và cách bãi Phù Mỹ 12,9 hải lý (23,9 km) về phía đông nam.
Bãi Đồi Mồi là đối tượng tranh chấp giữa Việt Nam, Đài Loan, Philippines và Trung Quốc. Hiện chưa rõ nước nào kiểm soát rạn vòng này.
- Tên gọi: bãi Đồi Mồi; tiếng Anh: Royal Captain Shoal; tiếng Filipino: Kanduli;[4] tiếng Trung: 舰长礁; bính âm: Jiànzhǎng jiāo; Hán-Việt: Hạm Trưởng tiêu.
- Đặc điểm: vụng biển có độ sâu từ 27 đến 31 m. Có thể nhìn thấy một số xác tàu đắm ở góc tây bắc và tây nam.[2] Tổng diện tích của bãi là 8 km².[3]